# Arcanum (encyklika)
Arcanum (O křesťanském manželství) je encyklika papeže Lva XIII. vyhlášená 10. února 1880, jejímž hlavním tématem je manželství. 
Encyklika považuje rodinu za základ společnosti, odmítá oslabení manželské instituce polygamií, která narušuje pluralitou partnerů jednotu a soulad manželství,  a rozvody, který manželství ničí zcela. Dotýká se i racionalismu a s ním spojeného civilního sňatku, který narušuje svátostnou povahu manželství. Papež považuje církev za instituci, která chrání manželství ale nevměšuje se mezi manžele. Na tuto encykliku navazovaly další dvě encykliky Casti connubii v roce 1930 a Humanae Vitae v roce 1968.